# مارتن اندرمات
مارتن اندرمات (21 نوفمبر 1961 ببار في سويسرا - ) هو مدرب كرة قدم ولاعب كرة قدم سويسري في مركز الوسط. شارك مع منتخب سويسرا لكرة القدم. أما مع النوادي، فقد لعب مع نادي بازل ونادي غراسهوبر زيوريخ وFC Emmenbrücke ‏ وزوغ 94 ‏ وFC Wettingen ‏.

## وصلات خارجية
- مارتن اندرمات على موقع قاعدة بيانات كرة القدم.إي يو (الإنجليزية)
- مارتن اندرمات على موقع ناشيونال فوتبول تيمز (الإنجليزية)